# روضه بربر (رخية)
'

تعديل مصدري - تعديل

روضه بربر هي إحدى قرى عزلة رخية بمديرية رخية التابعة لمحافظة حضرموت، بلغ تعداد سكانها 58 نسمة حسب تعداد اليمن لعام 2004.